# Saint-Germain-de-Tournebut
Saint-Germain-de-Tournebut är en kommun i departementet Manche i regionen Normandie i norra Frankrike. Kommunen ligger i kantonen Montebourg som tillhör arrondissementet Cherbourg. År 2022 hade Saint-Germain-de-Tournebut 418 invånare.

## Befolkningsutveckling
Antalet invånare i kommunen Saint-Germain-de-Tournebut
| Referens: INSEE |